# Steinreihe von Drumgole
Die Steinreihe von Drumgole (irisch Droim Gabhla) steht südöstlich von Doohat (Dútháite), direkt an der R189 im County Monaghan in Irland und ist eine ungewöhnliche Steinreihe. Sie ist auf der OSI-Karte als „Stone Row“, auf der Historic Map als „Grey Stones“ (deutsch „Graue Steine“) markiert.
Sie befindet sich auf einem niedrigen Drumlin, nach dem das Townland benannt ist. Die drei Hauptsteine liegen Nordost-Südwest orientiert in einer Linie in einer Feldgrenze. Ein vierter Stein steht etwa 5,0 m südlich der Reihe.